# Belle-Isle-en-Terre
Belle-Isle-en-Terre (bret. Benac'h) – miejscowość i gmina we Francji, w regionie Bretania, w departamencie Côtes-d’Armor.
Według danych na rok 1990 gminę zamieszkiwało 1067 osób, a gęstość zaludnienia wynosiła 76 osób/km² (wśród 1269 gmin Bretanii Belle-Isle-en-Terre plasuje się na 553. miejscu pod względem liczby ludności, natomiast pod względem powierzchni na miejscu 702.).